# Tiffany Mitchell
Pour les articles homonymes, voir Mitchell.
Tiffany Mitchell, née le 23 septembre 1994 à Charlotte (Caroline du Nord), est une joueuse américaine de basket-ball.

## Biographie
Sous la direction de Dawn Staley, elle aide les Gamecocks, qui comptent aussi A'ja Wilson dans leurs rangs, à accéder au Final Four NCAA 2015. En 2014 et 2015, elle est élue meilleure joueuse de la Southeastern Conference (SEC). Elle est reconnue pour être aussi active en attaque qu'en défense.
Elle est retenue en neuvième position lors de la draft WNBA 2016 par le Fever de l'Indiana.
Lors de la saison 2016, elle trouve immédiatement ses marques au point d'être retenue dans la WNBA All-Rookie Team. Elle réussit 42 lancers francs consécutifs, établissant un nouveau record de la franchise qu'elle battra la saison suivante en portant ce record à 43.
Son maillot a été retiré le 12 novembre 2023 par les Gamecocks de la Caroline du Sud à Colonial Life Arena, le premier maillot retiré sous l'ère Staley.

## À l'étranger
Pour sa première expérience professionnelle hors du continent américain, elle s'engage pour 2016-2017 en faveur du club russe de Nadejda Orenbourg pour des statistiques de 10,6 points, 2,2 rebonds, 1,5 passe décisive et 1,6 interception en championnat et 9,8 points, 2,5 rebonds et 1,8 passe en Euroligue.
En 2018-2019, elle commence sa saison avec le club turc de Mersin (16,3 points et 4,6 rebonds en championnat turc, mais aussi 14,3 points et 5,5 rebonds en Eurocoupe) qui la libère fin décembre après son élimination des compétitions européennes. Elle rejoint alors un autre club turc, Ormanspot.

## En équipe nationale
En 2010, elle participe aux sélections pour le championnat du monde U17 mais n'est pas retenue dans la sélection finale. En 2014, elle fait équipe avec Cierra Burdick, Sara Hammond et Jewell Loyd dans l'équipe qui remporte invaincue (9 victoires) le championnat du monde 3x3 à Moscou et figure dans le trois idéal de la compétition. En mai 2015, bien que blessée juste avant le début de la compétition, elle remporte une médaille d'argent Jeux panaméricains avec sa coéquipière de chambrée Breanna Stewart. Elle est retenue dans la Select Team qui sert de partenaire d'entraînement du 23 au 25 juillet 2016 à la sélection américaine avant les Jeux olympiques de Rio.

## Palmarès

### En sélection nationale
- Médaille d’or du Championnats du monde de basket-ball 3×3 2014[2]
- Jeux panaméricains 2015

## Distinctions personnelles

### En NCAA
- Dawn Staley Award (2015)[2]
- Meilleure joueuse de la SEC (2014, 2015)
- Meilleur cinq de la SEC (2014–2016)
- Meilleure joueuse du  Tournoi de la SEC (2016)

### En WNBA
- WNBA All-Rookie Team 2016